# Marino Basso
Marino Basso (Caldogno, 1 de juny de 1945) va ser un ciclista italià que fou professional entre 1966 i 1978. Durant aquests anys els seus majors èxits esportius foren a les Grans Voltes, en aconseguir 15 etapes al Giro d'Itàlia, 6 al Tour de França i 6 més a la Volta a Espanya, a banda del campionat del món de ciclisme en ruta de 1972.

## Palmarès
- 1965
  - 1r al Giro del Friül-Venècia Júlia
- 1966
  - 1r a La Popolarissima
  - Vencedor d'una etapa al Giro d'Itàlia
- 1967
  - Vencedor de 2 etapes al Tour de França
- 1968
  - 1r a la Milà-Vignola
  - Vencedor d'una etapa al Giro d'Itàlia
- 1969
  - Vencedor de 4 etapes al Giro d'Itàlia
  - Vencedor d'una etapa al Tour de França
  - Vencedor d'una etapa a la París-Niça
  - 1r a la Tre Valli Varesine
  - 1r al Giro del Piemont
  - 1r al Giro de Campània
  - 1r al Trofeu Matteotti
- 1970
  - Vencedor de 3 etapes al Tour de França
  - Vencedor de 2 etapes al Giro d'Itàlia
- 1971
  - 1r de la Milà-Vignola
  - Vencedor de 3 etapes al Giro d'Itàlia i  1r de la Classificació per punts
- 1972
  -  Campió del món de ciclisme en ruta 
  - Vencedor d'una etapa al Giro d'Itàlia
  - 1r a la Copa Bernocchi
  - 1r al Giro de Sardenya i vencedor de 2 etapes
- 1973
  - 1r a la Milà-Vignola
  - 1r al Gran Premi del cantó d'Argòvia
  - 1r de la Niça-Gènova
  - Vencedor d'una etapa al Giro d'Itàlia
  - Vencedor de 2 etapes a la Tirrena-Adriàtica
- 1974
  - 1r al Gran Premi Montelupo
  - Vencedor d'una etapa al Giro d'Itàlia
  - 1r als Sis dies de Castelgomberto (amb Dieter Kemper)
- 1975
  - Vencedor de 6 etapes a la Volta a Espanya
- 1976
  - Vencedor de 2 etapes a la Volta a Euskadi
  - Vencedor d'una etapa a la Volta a Catalunya
- 1977
  - 1r a la Coppa Placci
  - Vencedor d'una etapa al Giro d'Itàlia

### Resultats al Giro d'Itàlia
- 1966. 48è de la classificació general. Vencedor d'una etapa
- 1967. Abandona
- 1968. 54è de la classificació general. Vencedor d'una etapa
- 1969. 47è de la classificació general. Vencedor de 4 etapes
- 1970. Abandona. Vencedor de 2 etapes
- 1971. 42è de la classificació general. Vencedor 3 etapes.  1r de la Classificació per punts
- 1972. Abandona. Vencedor d'una etapa
- 1973. 84è de la classificació general. Vencedor d'una etapa
- 1974. 85è de la classificació general. Vencedor d'una etapa
- 1975. Abandona
- 1976. 84è de la classificació general
- 1977. Abandona. Vencedor d'una etapa
- 1978. Abandona

### Resultats al Tour de França
- 1967. 64è de la classificació general. Vencedor de 2 etapes
- 1969. Abandona (10a etapa). Vencedor d'una etapa
- 1970. 63è de la classificació general. Vencedor de 3 etapes
- 1972. 82è de la classificació general

### Resultats a la Volta a Espanya
- 1975. Abandona. Vencedor de 6 etapes